# Марія Бонневі
Анна Марія Сесілія Бонневі (Anna Maria Cecilia Bonnevie; нар. 26 вересня 1973) — шведсько-норвезька акторка.

## Біографія
Народилася у Вестеросі, Швеція, виросла в Осло, Норвегія. Її батьки — норвезька акторка Яннік Боннєві та шведський актор Пер Вальдвік. Бонневі здобула освіту в Шведській Національній академії Міми і Акторської майстерності (1997), її перша роль в фільмі Графна Ґуннлауґссона «Hvíti víkingurinn (Білі вікінги), у віці до 18 років.
У 1997 році вона дебютувала у шведському театрі «Драматен» у виставі Yvonne Інгмара Бергмана. Її дебют на екрані відбувся у 1991 році у фільмі «Квітебьорн Конг Валемон» («Король білого ведмедя») режисерки Оли Солум. Її великий прорив відбувся з фільмом «Єрусалим» (режисер Білл Август, 1997), а серед пізніших фільмів - «Insomnia» (1997), «Dragonfly» (2001) та «Syndere i sommersol» (2001). За фільм Jeg er Dina (Я Діна, 2002) вона отримала приз як найкраща іноземна акторка на Монреальському міжнародному кінофестивалі. У 2002 році Бонневі була визнана однією з європейських зірок кінокомпанії European Film Promotion.
У 1999 році зіграла Ольгу у фільмі «13-й воїн».  У 2004 році вона знялася у шведському фільмі «Dag och natt» режисера Саймона Стахо.
У 2007 році зіграла головну жіночу роль у російському фільмі «Вигнання» режисера Андрія Звягінцева.
Міжнародний кінофестиваль у Карлових Варах (KVIFF) запросив Бонневі приєднатися до Великого журі 44-го фестивалю в 2009 році. 
У 2012 році вона зіграла графиню Ізольду в Belle du Seigneur разом з Джонатаном Ріс-Мейєрсом, Наталією Водяновою та Едом Стоппардом.

## Фільмографія

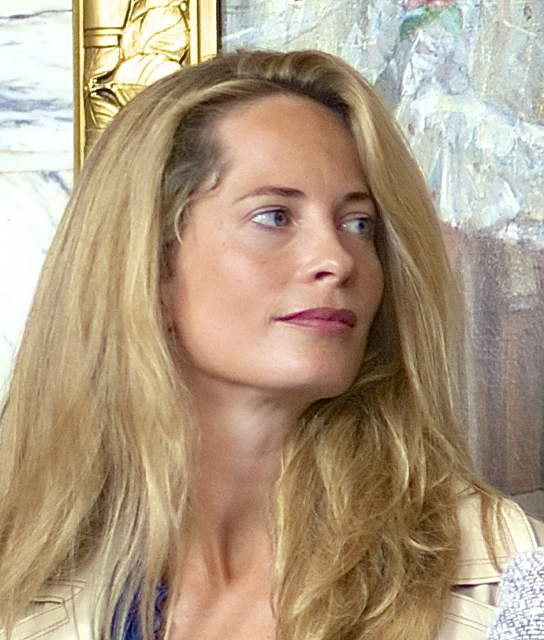
Бонневі у серпні 2014 року

| Рік  | Назва                            | Роль              | Примітки                 |
| ---- | -------------------------------- | ----------------- | ------------------------ |
| 1991 | Білий вікінг                     | Ембла             |                          |
| 1991 | Король білого ведмедя            | Принцеса          |                          |
| 1993 | Телеграфіст                      | Перніль           |                          |
| 1996 | Єрусалим                         | Гертруда          |                          |
| 1997 | Безсоння                         | Ане               |                          |
| 1999 | 13-й воїн                        | Ольга             |                          |
| 1999 | Tsatsiki, morsan och polisen     | Елін              |                          |
| 2001 | Dragonfly                        | Марія             |                          |
| 2002 | Я Діна                           | Діна              |                          |
| 2002 | Падіння неба                     | Джуні             |                          |
| 2003 | Я - Девід                        | Мати Девіда       |                          |
| 2003 | Реконструкція                    | Сімона / Емі      | дві ролі                 |
| 2004 | Три сонця                        | Емма              |                          |
| 2004 | День і ніч                       | Сара              |                          |
| 2007 | Вигнання                         | Віра              |                          |
| 2008 | Чого ніхто не знає               | Урсула            |                          |
| 2009 | Енгелен                          | Леа (доросла)     |                          |
| 2009 | Гаррі і Чарльз                   | Мод               | Телевізійний міні-серіал |
| 2010 | Maskeblomstfamilien              |                   |                          |
| 2012 | Все, що має значення - це минуле | Janne             |                          |
| 2012 | Belle du Seigneur                | Графиня Ізольда   |                          |
| 2014 | Другий шанс                      | Енн               |                          |
| 2015 | Дочка Шамера                     | Мелуссіна Тонерре |                          |
| 2018 | Стати Астрід                     | Ганна             |                          |
| 2018 | Фенікс                           | Астрід            |                          |
| 2020 | Ще один раунд                    | Аніка             |                          |